# حمام الذهب
حمّام الذهب رواية للروائي التونسي محمد عيسى المؤدب. صدرت الرواية لأوّل مرة في العام 2019 عن دار مسعى للنشر والتوزيع في البحرين. ودخلت في القائمة الطويلة للجائزة العالمية للرواية العربية لعام 2020، المعروفة باسم «جائزة بوكر العربية».